# Diversity in one
Diversity in one is een van oorsprong vijfdelig artistiek kunstwerk in Amsterdam-Noord.
In de periode van 1983 tot 1987 werd een complex van de voormalige Amsterdamsche Droogdok Maatschappij veranderd van scheepsbouwgebied tot woonwijk. De insteekhaven behorend bij die maatschappij werd volgestort met grond en werd een straat met grachtje met de naam Gedempte Insteekhaven in een plan van stedenbouwkundigen Rem Koolhaas en Jan Voorberg. Architecten Kees de Kat en Dick Peek ontwierpen voor die plek een ris woningen, waarvan de kopgevels eindigden op de Gedempte Insteekhaven. Een gevolg daarvan was een rijtje blinde muren. In de periode 2009-tot 2011 werden onder aanvoering van een aantal initiatiefnemers een vijftal canvasdoeken in frame aan die blinde gevels opgehangen. De onthulling vond plaats op 3 november 2011.
Het kunstproject was opgezet als uitvloeisel van een plaatselijk bewonersinitiatief "Eenheid in verscheidenheid". De woningbouwvereniging Eigen Haard ging daarin mee. Eén van die initiatiefnemers wonend aan de Meeuwenlaan was kunstenaar, muzikant Henk Fakkeldij die in de periode ook docent was op de kunstacademie. Het resultaat was dus vijf doeken bestaande uit tekeningen van leerlingen van de OBS IJpleinschool, die tijdens acht weken les door de kunstenaar begeleid werden. Een combinatie met muziek werd gemaakt door lokale musici in te schakelen die speelden tijdens die lessen. De tekeningen, schilderingen werden door de kunstenaars vertaald naar de canvas-doeken. Eigen Haard kondigde bij onthulling aan dat ze vijf jaar zichtbaar zouden zijn, maar in februari 2022 hingen ze er nog. In eerste instantie was het thema "Eenheid in verscheidenheid" duidend op de verschillende bevolkingsgroepen in Amsterdam-Noord, maar kon vertaald worden naar verscheidenheid in materiaal, onderdelen, kennis en techniek, maar ook bijvoorbeeld het verschil tussen beroeps- en amateurkunst. De tekeningen, schilderingen van de kinderen werden door de kunstenaar digitaal aangevuld met eigen foto’s uit de directe omgeving. De plaquette die de vijf schilderingen begeleidt vermeldt dat het Soundscapes zijn in en van Amsterdam-Noord.
De vijf schilderingen:

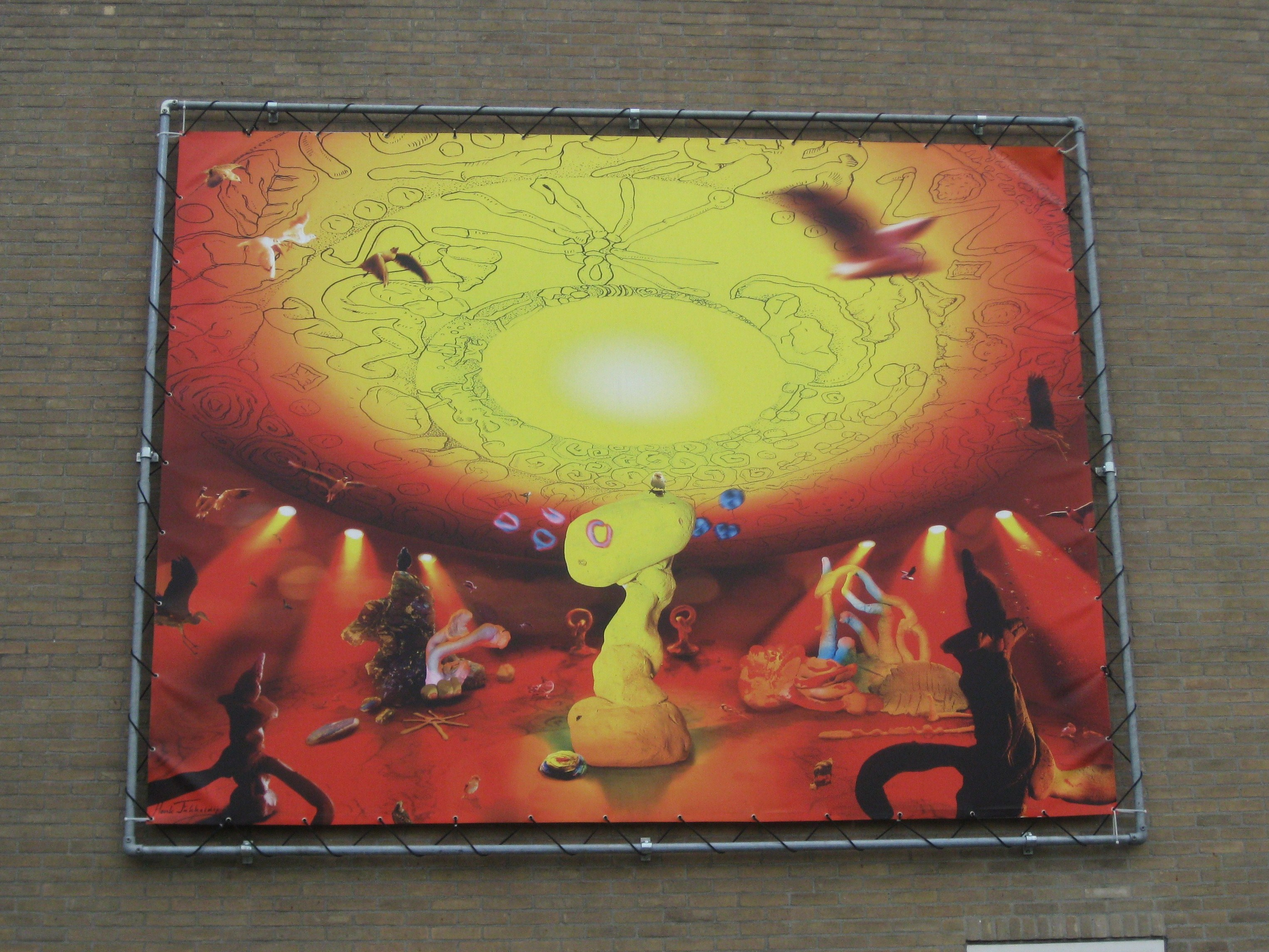
Deel 3 (februari 2015) ging in 2022 verloren

1. haven- en scheepsgeluiden, alle dagen te horen in Amsterdam-Noord
2. disco met vogels
3. een rood oortje luisterend naar muziek komend uit de omgeving van de Meeuwenlaan
4. onderwaterwereld van het IJ
5. ontmoeting van diverse culturen bij de totstandkoming van het kunstwerk.

In februari 2022 was doek nummer 3 niet bestand tegen een windvlaag in een storm en waaide weg.